# Day trading
Day trading – strategia krótkoterminowego inwestowania w instrumenty finansowe polegająca na otwieraniu i zamykaniu pozycji w tym samym dniu w celu osiągnięcia zysków wynikających ze zmian kursów notowań tego instrumentu w trakcie dnia. Czas trwania pozycji nie może być większy niż 1 dzień. Na koniec sesji wszystkie pozycje muszą być zamknięte. Daytrading jest łagodniejszą formą scalpingu, chociaż może się okazać, że niektóre pozycje trwają zaledwie kilkanaście minut. Przedmiotem transakcji mogą być np. akcje, waluty, towary lub instrumenty pochodne.
Jest to strategia preferowana przede wszystkim przez osoby ceniące wysoką płynność swoich aktywów, a także akceptujące wyższy poziom ryzyka. Inwestycje typu day trading są również dość czasochłonne, gdyż w odróżnieniu od inwestycji średnio-, czy też długoterminowych wymagają stałej kontroli i obecności podczas notowań. Dodatkowo tego typu transakcje wiążą się z dość wysoką dawką stresu, co wynika z codziennej presji i dążenia do osiągania zysku. Jedną z korzyści płynących z day tradingu są niższe prowizje, które są oferowane przez większość biur maklerskich (dotyczą one z reguły transakcji sprzedaży). Ponadto jednodniowe transakcje uniezależniają inwestora od nieoczekiwanych zmian indeksów zagranicznych, które mogą mieć miejsce już po zamknięciu notowań na giełdzie macierzystej. Osoba, która zajmuje się day tradingiem, to day trader. Strategia day trading bywa oceniana negatywnie od strony moralnej.